# Szalagos ostorfarkú-gyík
A szalagos ostorfarkú-gyík (Cnemidophorus lemniscatus) a hüllők (Reptilia) osztályának pikkelyes hüllők (Squamata) rendjébe, ezen belül a tejufélék (Teiidae) családjába tartozó faj.

## Előfordulása
A szalagos ostorfarkú-gyík eredeti előfordulási területe Közép-Amerika, a Karib-térség és Dél-Amerika északi része. Az Amerikai Egyesült Államokbeli Floridába betelepítették; ebben az államban életképes állománya jött létre.

## Alfajai
- Cnemidophorus lemniscatus lemniscatus Linnaeus, 1758
- Cnemidophorus lemniscatus splendidus Markezich, Cole & Dessauer, 1997

## Megjelenése
Ez a gyíkfaj legfeljebb 30,5 centiméteresre nő meg. A hím főleg zöldeskék színű; a hátán élénkzöld hosszanti csíkok futnak végig, ezek között drapp sávok vannak; a pofája és lábai, valamint a farka kékesek. A nőstény barnásabb.

## Szaporodása
A szalagos ostorfarkú-gyík egyaránt képes szaporodni ivarosan és partenogenezis, azaz szűznemzés (ivartalan szaporodás) által is.

## Képek

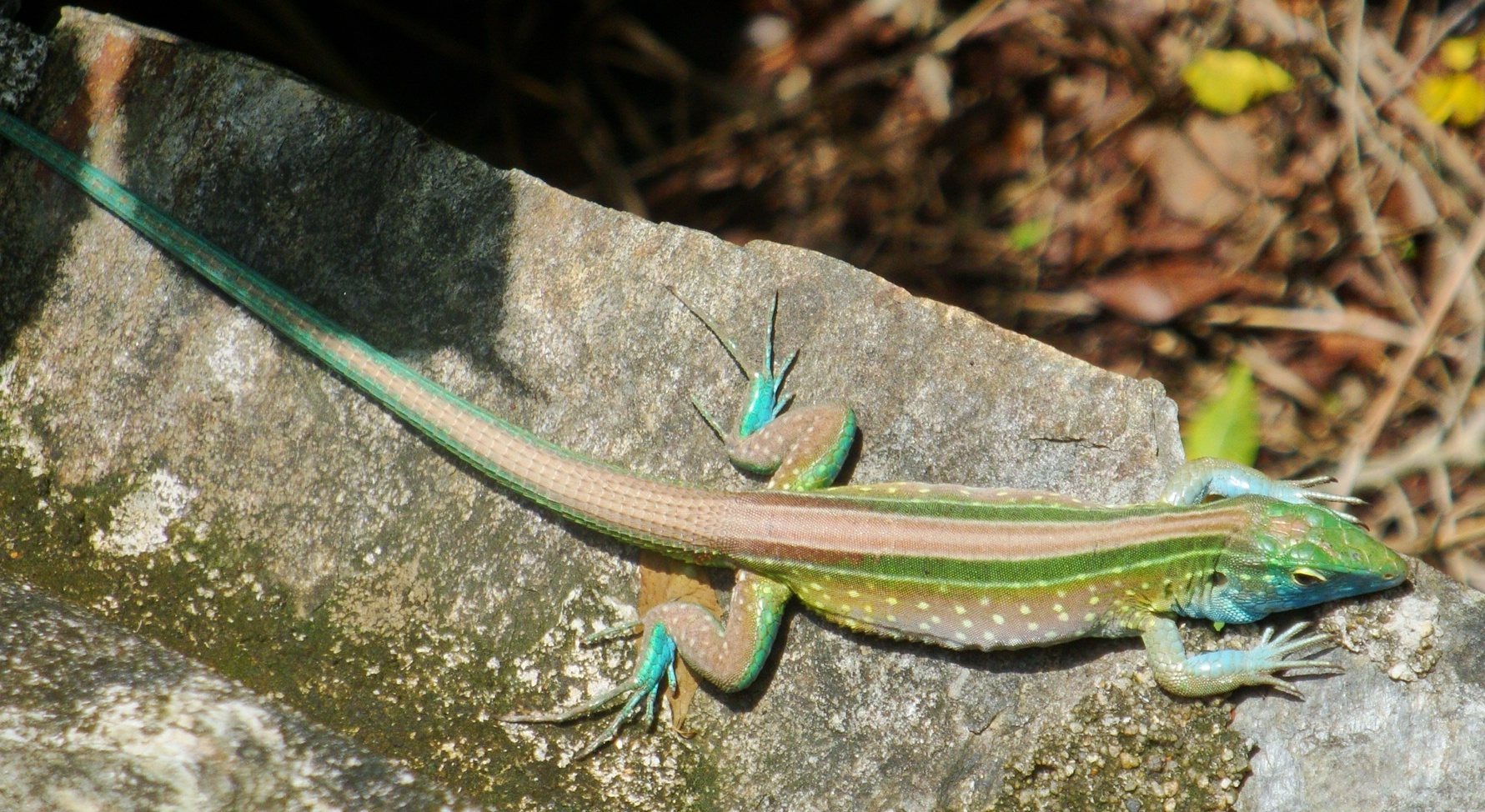
Hímek
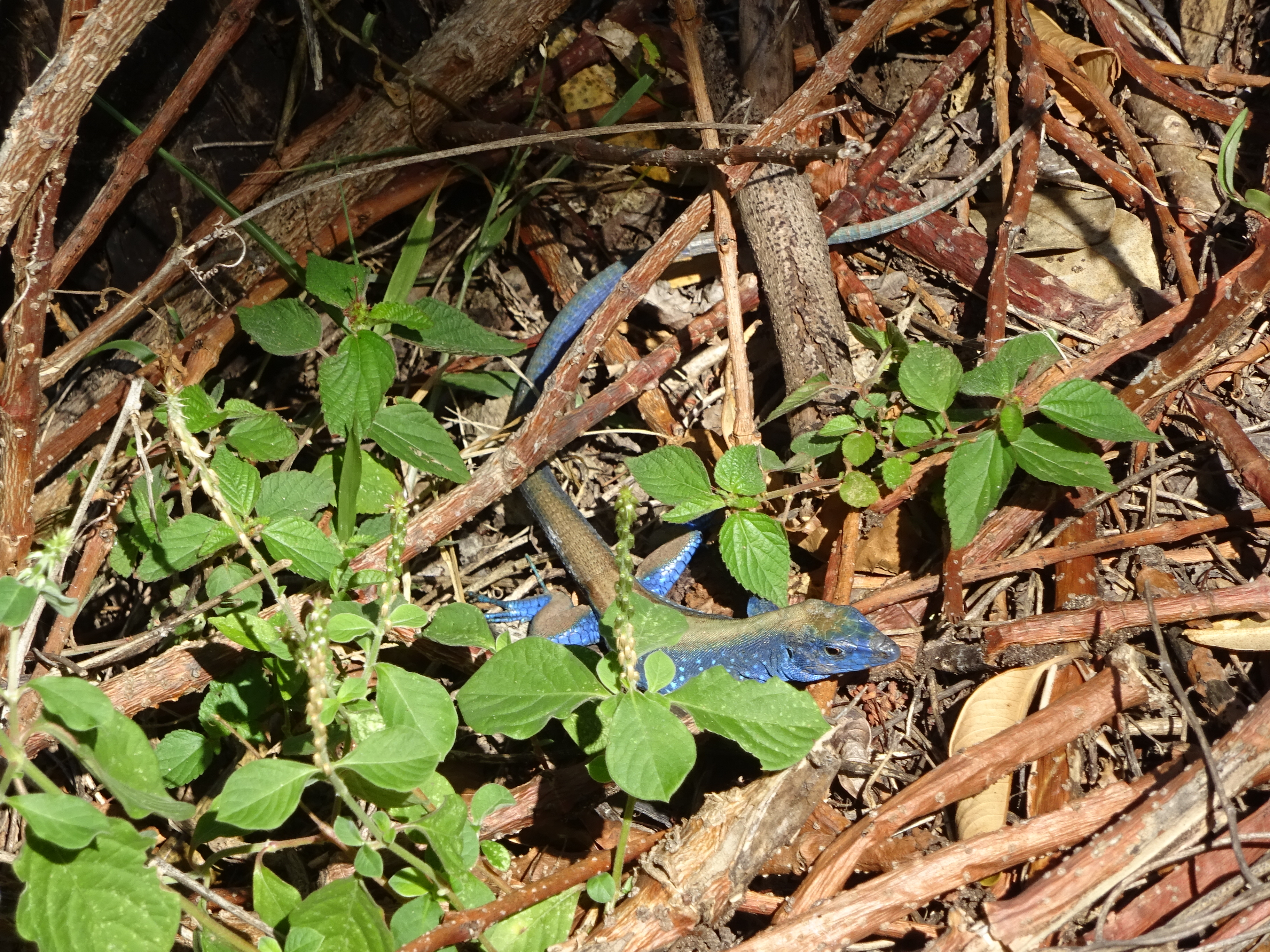
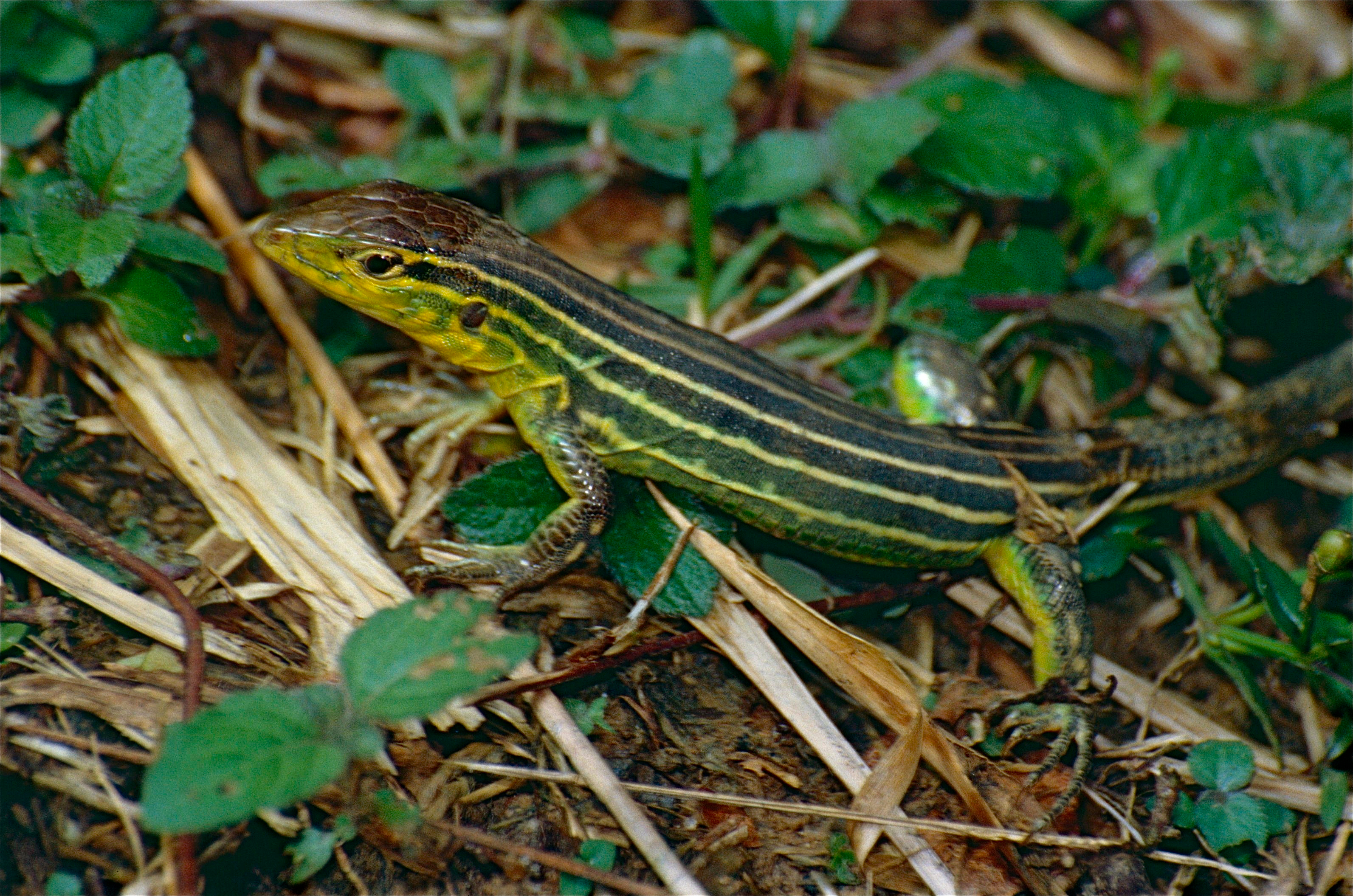
Nőstények
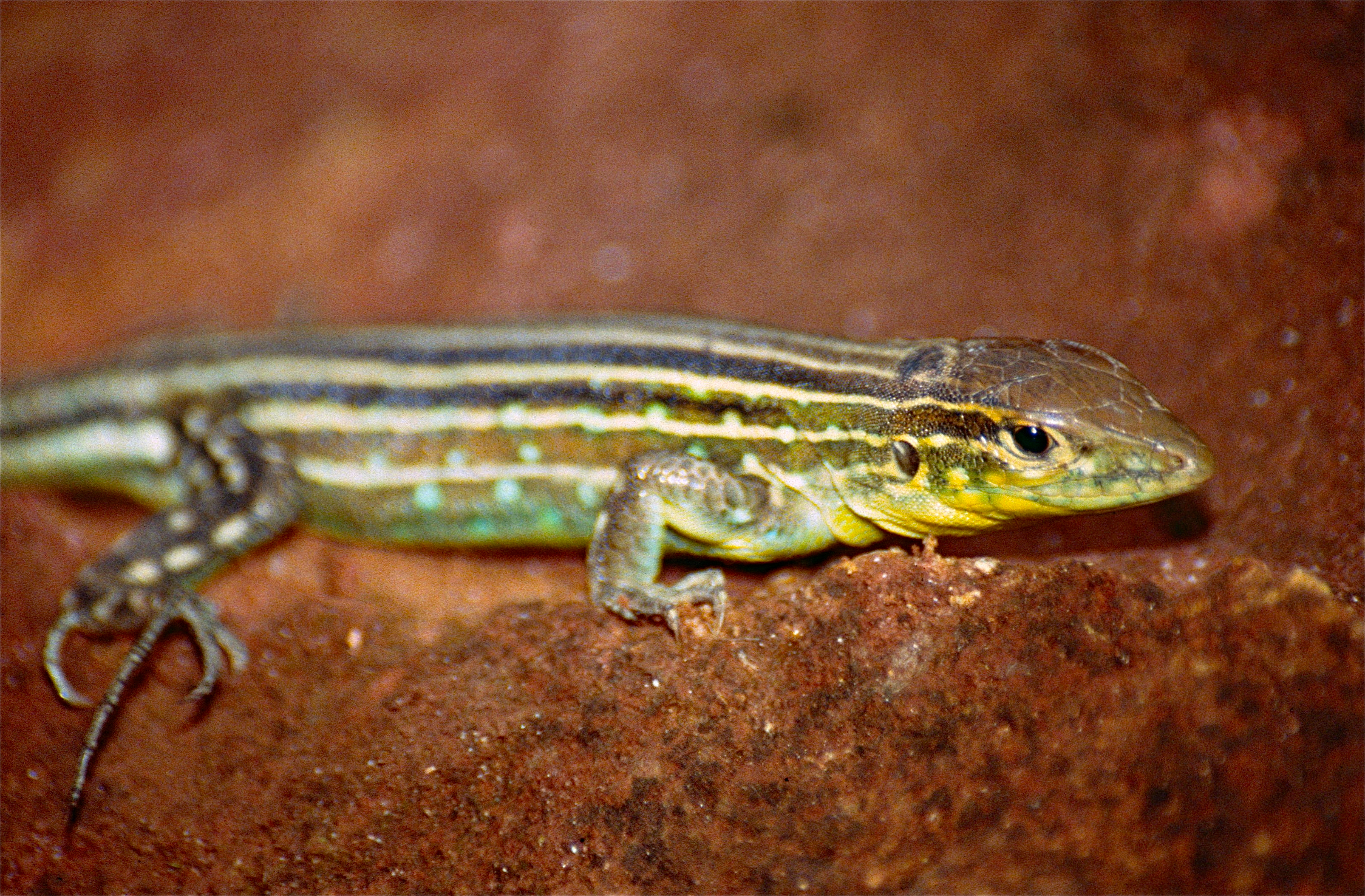

## Fordítás
- Ez a szócikk részben vagy egészben  a   Rainbow whiptail című angol Wikipédia-szócikk ezen változatának fordításán alapul.  Az eredeti cikk szerkesztőit annak laptörténete sorolja fel. Ez a jelzés csupán a megfogalmazás eredetét és a szerzői jogokat jelzi, nem szolgál a cikkben szereplő információk forrásmegjelöléseként.